# Erlspitze
Erlspitze – szczyt w paśmie Karwendel, w Alpach Wschodnich. Leży w Austrii, w kraju związkowym Tyrol, przy granicy z Niemcami. Szczyt można zdobyć ze schroniska Solsteinhaus (1805 m n.p.m.).
Pierwszego wejścia dokonali A. i F. Lieber w 1886 r.